# Achmed Akkabi

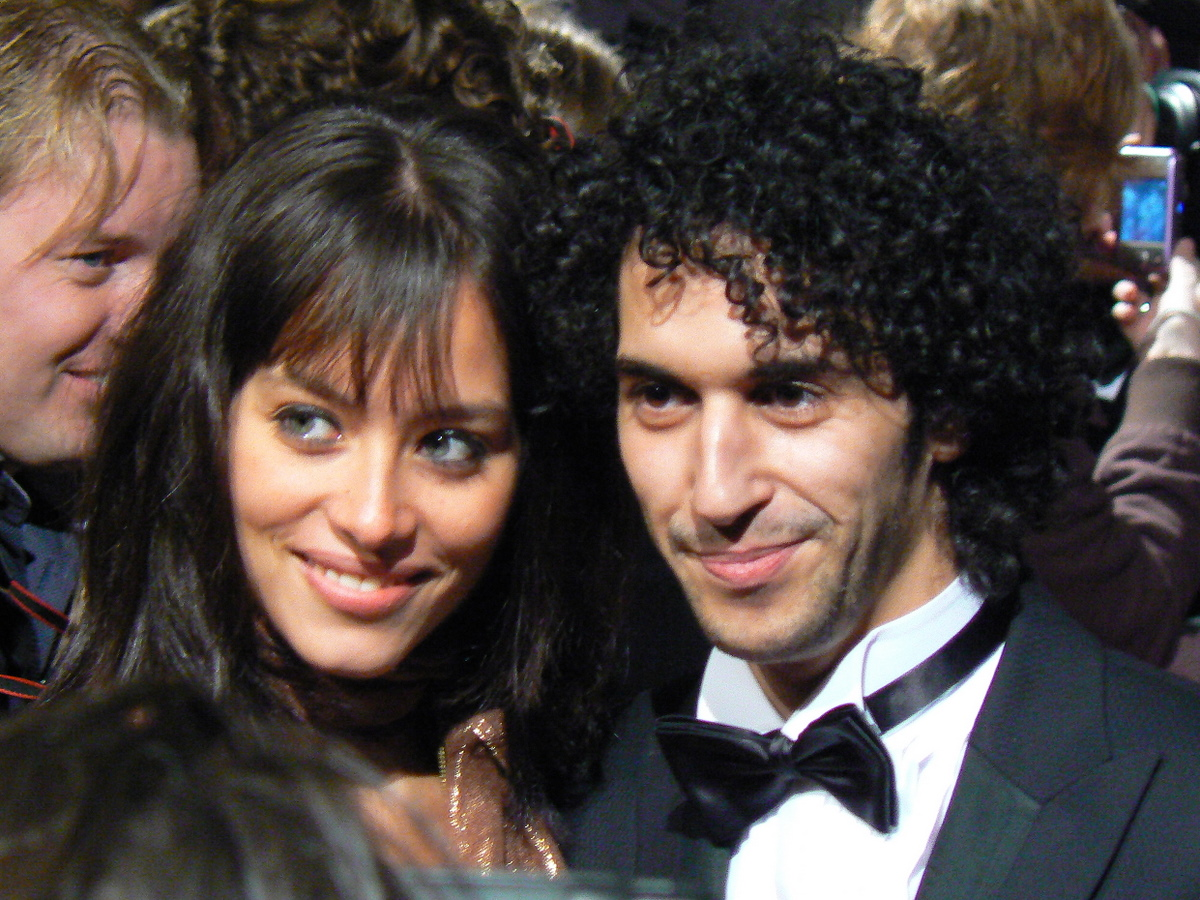
Achmed Akkabi och Liliana de Vries, 2008

Achmed Akkabi, född 3 oktober 1983 i Haag) är en nederländsk skådespelare av marockansk härkomst. Han är mest känd för rollen som Appie (i den svenska versionen Abbe) i ungdomsserien Huset Anubis.